# Oxydia peosinata
Oxydia peosinata är en fjärilsart som beskrevs av Achille Guenée 1858. Oxydia peosinata ingår i släktet Oxydia och familjen mätare. Inga underarter finns listade i Catalogue of Life.